# منطقة حزمية
تُشكل المنطقة الحزمية المنطقة الوسطى من قشر الكظر، وتستقر مباشرةً أسفل المنطقة الكبيبية. وتنتظم الخلايا المكونة للمنطقة الحزمية في شكل ربطة أو «حزمة».
تنتج المنطقة الحزمية أساسًا هرمون قشراني سكري (بصورة أساسيةكورتيزول في الإنسان)، الذي ينظم أيض الجلوكوز، لاسيما في أوقات الإجهاد (كأن تكون جزءًا من استجابة الكر والفر)، ويُستحث هذا الهرمون بـ الهرمون الموجه لقشر الكظر (ACTH) الذي يفرز من الجزء الأمامي من الغدة النخامية ويتمحور على هذه الغدة الكظرية. وينتج هذا النسيج أيضًا مقدارًا صغيرًا من هرمونات أندروجين الضعيفة (مثل هرمون دِيهيدرو إيبي أندرُوستِيرُون). ويأتي المصدر الرئيس لهرمونات الأندروجين من منطقة المنطقة الشبكية. وفي حيوانات معينة مثل القوارض، يؤدي غياب ألفا هيدروكسيلاز 17 تخليق كورتِيكوستِيرون بدلاً من الكورتيزول.
إن الأورام الكظرية المنتجة للستيرويد وفرط التنسج في المنطقة الحزمية يؤدي إلى الإفراط في إنتاج الكورتيزول وهما سبب متلازمة فرط نشاط قشر الكظر. ويمكن أيضًا أن يوجد المرض الوراثي متلازمة ماكيون - أولبريت في متلازمة فرط نشاط قشر الكظر لدى المرضى المصابين.